# Дуровский сельсовет (Курская область)
Ду́ровский сельсовет — муниципальное образование со статусом сельского поселения в Рыльском районе Курской области.
Административный центр — село Дурово.

## История
Статус и границы сельсовета установлены Законом Курской области от 21 октября 2004 года № 48-ЗКО «О муниципальных образованиях Курской области».
Законом Курской области № № 76-ЗКО от 07 ноября 2017 года были упразднёны Бобровский сельсовет и Ломакинский сельсовет, их территории отошли к Дуровскому сельсовету.

## Население
| 2002 | 2010 | 2012 | 2013 | 2014 | 2015 | 2016 |
| ---- | ---- | ---- | ---- | ---- | ---- | ---- |
| 221  | ↘169 | ↘163 | ↘160 | ↘151 | ↘146 | ↗152 |
| 2017 | 2018 | 2019 | 2020 | 2021 |      |      |
| ↗159 | ↗433 | ↘427 | ↘400 | ↘378 |      |      |

## Состав сельского поселения
| №  | Населённый пункт  | Тип населённого пункта          | Население |
| -- | ----------------- | ------------------------------- | --------- |
| 1  | Барамыково        | село                            | ↘20       |
| 2  | Боброво           | село                            | ↗47       |
| 3  | Верхнее Лухтоново | деревня                         | ↘14       |
| 4  | Дурово            | село, административный центр    | ↘141      |
| 5  | Казачья Каменка   | деревня                         | ↘20       |
| 6  | Кулига            | деревня, административный центр | ↘123      |
| 7  | Ломакино          | село                            | ↘12       |
| 8  | Матохино          | деревня                         | ↘20       |
| 9  | Павловка          | деревня                         | ↘8        |
| 10 | Первомайский      | посёлок                         | ↘6        |
| 11 | Перецелуево       | деревня                         | ↘7        |
| 12 | Свобода           | деревня                         | ↘130      |